# Manuel Gómez González
Manuel Gómez González (Puenteareas, 28 de maio de 1877 — Três Passos, 21 de maio de 1924), foi um sacerdote espanhol martirizado em terras brasileiras juntamente com seu coroinha, o jovem Adílio Da Ronch. Ambos foram beatificados pela Igreja Católica em 2007.

## Vida

### Família
Manuel nasceu em 28 de maio de 1887, na localidade espanhola de São José de Ribartem, município de Puenteareas. Era de José Gomez Rodrigues e Josefa Gomez Durán, um simples casal de agricultores.

### Sacerdócio
Foi ordenado sacerdote em Tui por Dom Valeriano Mendez Conde y Álvarez, na época bispo diocesano, no dia 24 de maio de 1902.
Em 1904, depois de exercer seu ministério sacerdotal em sua terra natal, foi transferido para a Arquidiocese de Braga, em Portugal. No decorrer do tempo que ali esteve, trabalhou como pároco nas paróquias de Nossa Senhora do Extremo, de Santo André de Taias e São Miguel de Barrocas.
Devido às tensões políticas em Portugal que se intensificavam cada vez mais, no ano de 1913 decidiu embarcar para o Brasil, instalando-se nos municípios gaúchos de Soledade e Nonoai. Na época, ambas comunidades paroquiais estavam sob jurisdição da Diocese de Santa Maria.

### Martírio
Junto de seu coroinha Adílio Da Ronch, visitava as capelas da região. Numa das visitas rotineiras que faziam, ambos foram assassinados na localidade de Feijão Miúdo, município de Três Passos. Era o dia 21 de maio de 1924.
A morte foi considerada pelos católicos um martírio, fazendo assim que Padre Manuel e o coroinha Adílio começassem a ser amplamente venerados em toda a região. 

## Beatificação
Foram beatificados no dia 21 de outubro de 2007 2007, em uma cerimônia presidida pelo Cardeal José Saraiva Martins, representando o Papa Bento XVI. Na ocasião, foi estimulado que cerca de 40 mil pessoas estiveram presentes na beatificação do sacerdote e de seu coroinha.